# Newton, Mottram St Andrew
Newton var en civil parish från 1866 till 1936 då den blev en del av Mottram St. Andrew, i grevskapet Cheshire, i England. Civil parish var belägen 8 km från Macclesfield och hade 82 invånare år 1931.